# (2093) Genichesk
(2093) Genichesk (1971 HX) – planetoida z pasa głównego asteroid okrążająca Słońce w ciągu 3,42 lat w średniej odległości 2,27 au. Odkryta 28 kwietnia 1971 roku.